# Christoffel Mittscherlich

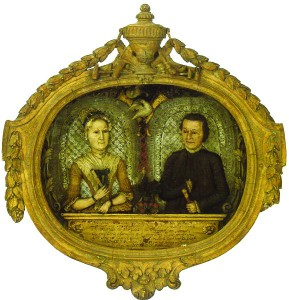
Portret ter gelegenheid van het zilveren huwelijk van Johannes Schiotling en vrouw door Christiaan Mittscherlich

Christoffel Mittscherlich (1740 - 1793) was de meesterknecht van de toonaangevende Amsterdamse zilversmid Johannes Schiotling (1730 - 1799). Omdat Christoffel vóór zijn meester overleed is hij zelf geen meester-zilversmid geworden. Na de opheffing van de gilden door de Bataafse Republiek had Christoffel Mittscherlich zich overigens vrij kunnen vestigen wanneer hij dat verkoos.
In de werkplaats van Schiotling heeft zijn meesterknecht een belangrijke rol gespeeld. Christoffel heeft van 1766 tot zijn dood voor Schiotling gewerkt.
In het Amsterdam Museum bevindt zich een portret in was en gemengde techniek van Johannes Schiotling en zijn echtgenote Margaretha Sophia Janssen (1740-1801) dat door Christoffel Mittscherlich gemaakt werd ter gelegenheid van het zilveren huwelijksfeest van het echtpaar Schiotling-Jansen op 9 oktober 1788. 